# El Poblenou
El Poblenou – miejscowość w Hiszpanii, w Katalonii, w prowincji Girona, w comarce Alt Empordà, w gminie Llers.
Według danych INE z 2005 roku miejscowość zamieszkiwały 163 osoby.